# Нойбургский замок
Замок Нойбург (нем. Schloss Neuburg) — резиденция правителей Пфальц-Нойбурга из династии Виттельсбахов (1505-1742 гг.), расположенная на берегу реки Дунай в баварском городе Нойбург.

## Исторический обзор
Георг Богатый и Ядвига Ягеллонка, не имея сыновей, попытались передать Ландсхутское герцогство своей дочери и её малолетним сыновьям. В ходе Ландсхутской войны сироты остались без наследства, и император Максимилиан постановил в 1505 г. учредить для них особое княжество Пфальц-Нойбург. Поэтому на гербе города изображены два мальчика на игрушечных лошадках.
В 1527 году старший из этих детей, пфальцграф Отто Генрих (1502—1559), начал на месте более раннего укрепления строительство замка в духе эпохи Возрождения. Чуть позже он возвел за городом для своей жены Сюзанны охотничий замок Грюнау с большим садом во внутреннем дворе. Внутри зданий Отто Генриха ещё царили средневековые традиции, стены были украшены трофеями и геральдическими символами власти.

В 1537 году в городском дворце было достроено новое крыло в итальянском стиле. 

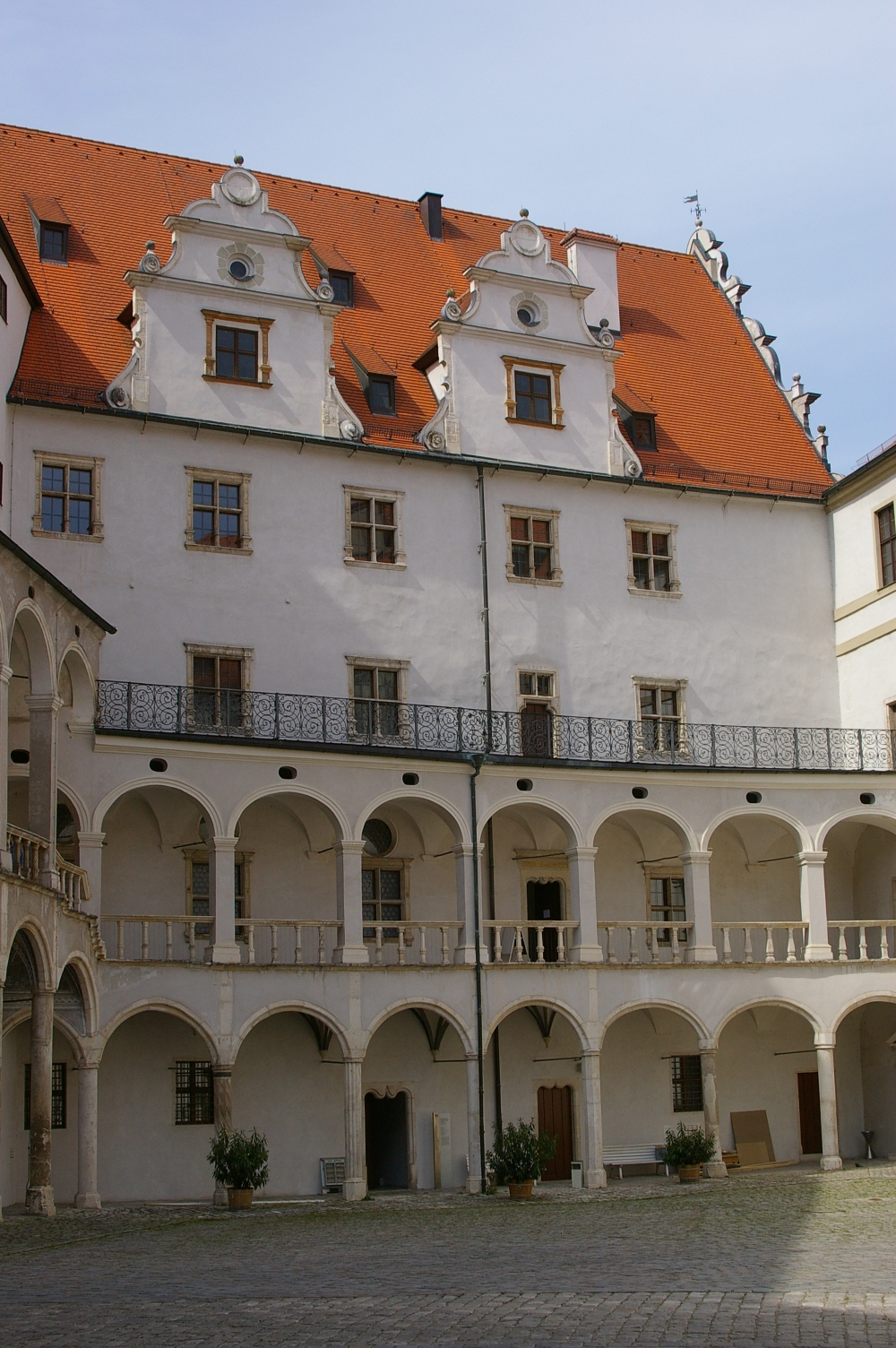
Ренессансная часть комплекса (ок. 1537 г.)

После обращения к лютеранству пфальцграф в 1543 году в западном крыле замка возводит часовню (Schlosskapelle), которая считается одной из старейших протестантских церквей Германии. Роспись стен выполнил известный зальцбургский художник Ганс Боксбергер Старший.
Однако из-за финансовых трудностей строительные работы растянулись до конца 1550-х годов. В правление преемника Оттона Вольфганга Цвайбрюккенского западное крыло, выходящее во двор, украшается сграффито. Главная тема — библейская история Иосифа и его братьев. Как известно, Иосиф, которого предали братья, сумел благодаря своей мудрости дослужиться до наместника фараона. Для протестантов он был символом доброго правителя. Его судьба напоминала протестантским князьям их преследование папством и Габсбургами.
В 1575 году появляется Рыцарская зала, которую оформил Ганс Пигель. В 1655 году пфальцграф Филипп Вильгельм реконструировал замок в барочном стиле и завершил его двумя башнями.

## Музеи
На территории замка находится несколько музеев:
- Музей Нойбургского замка.
- Археологический музей
- Отделение фламандской барочной живописи Баварских государственных собраний (Рубенс, Снейдерс, Ван Дейк, всего 154 картины).

Интерьеры
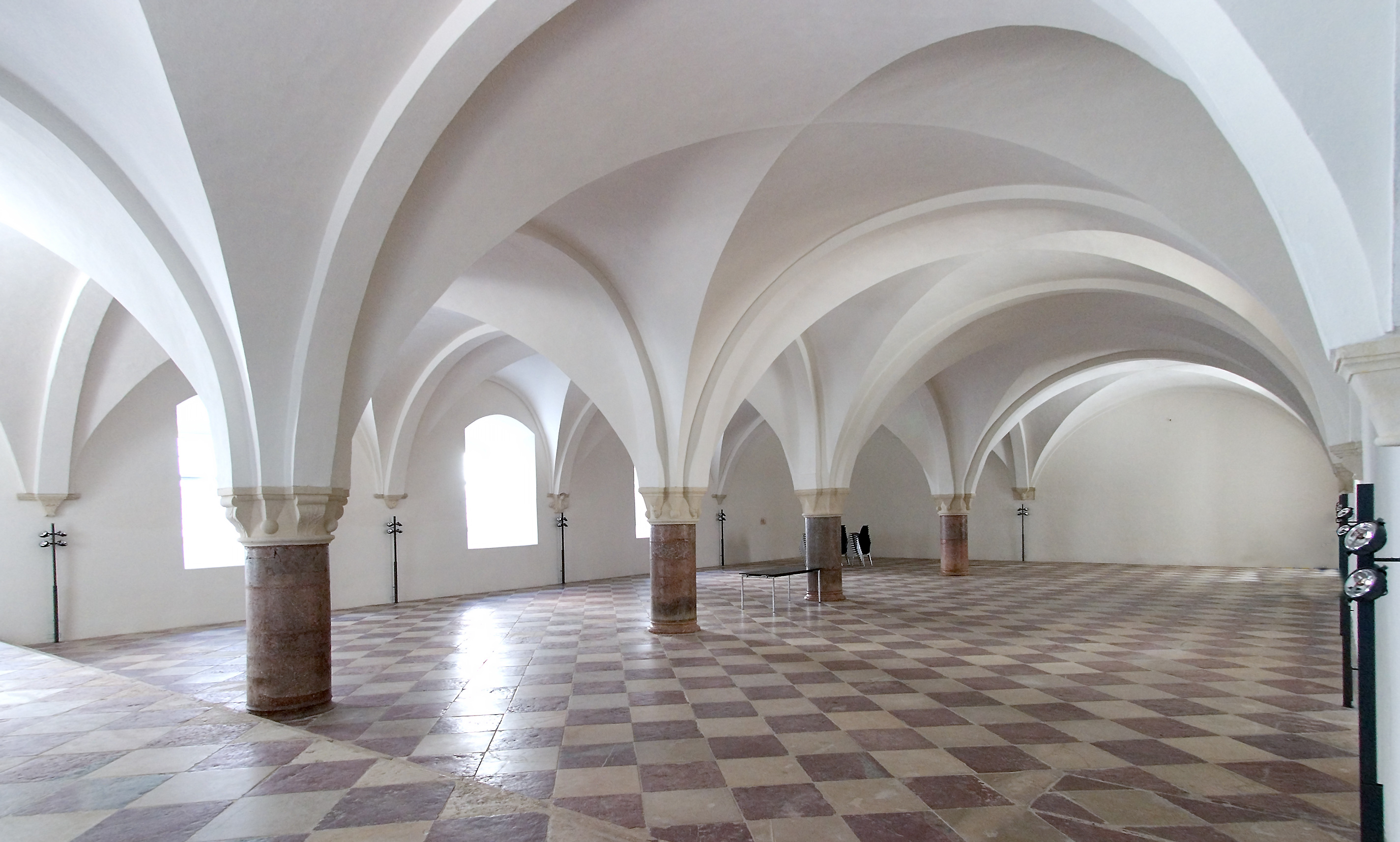
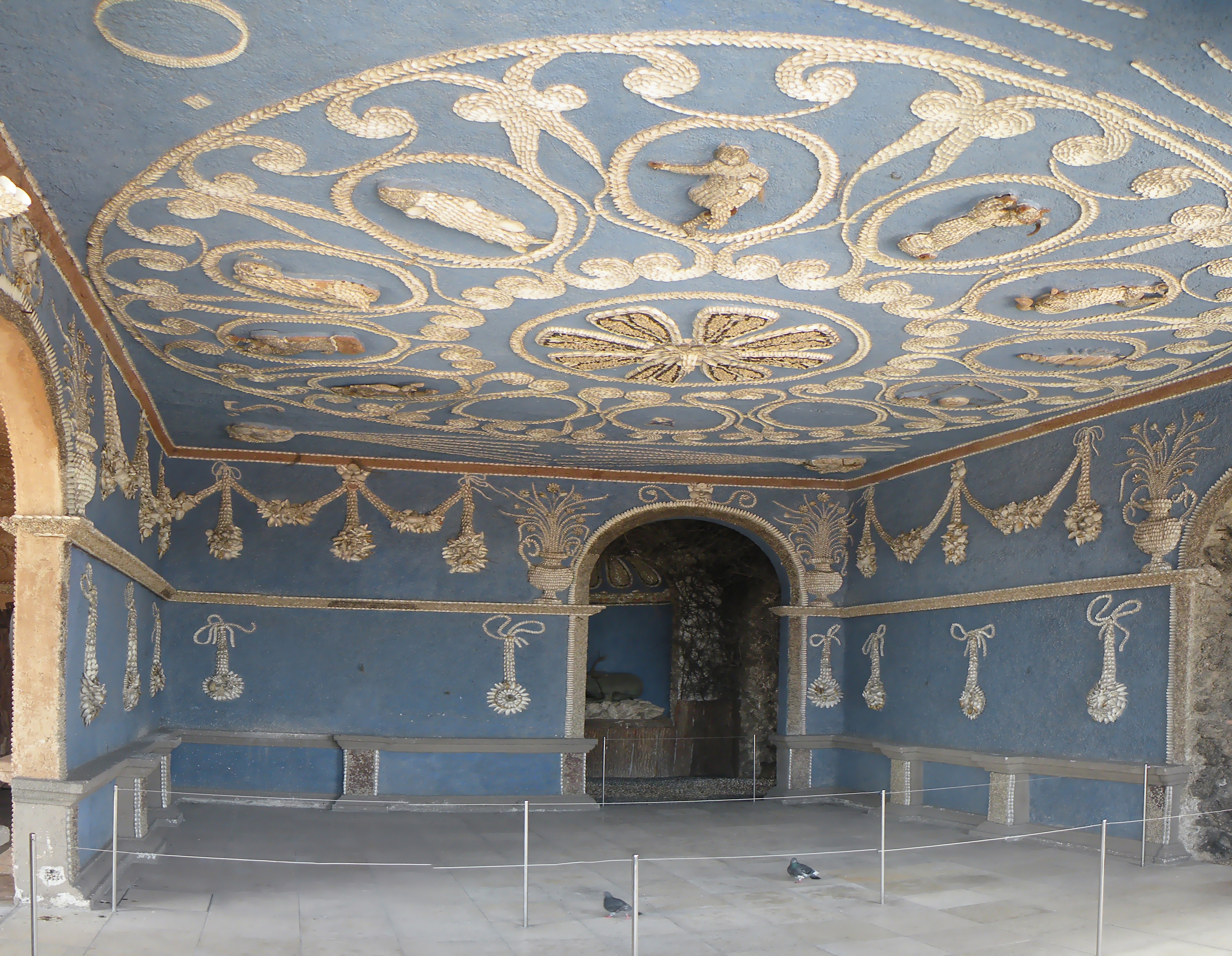
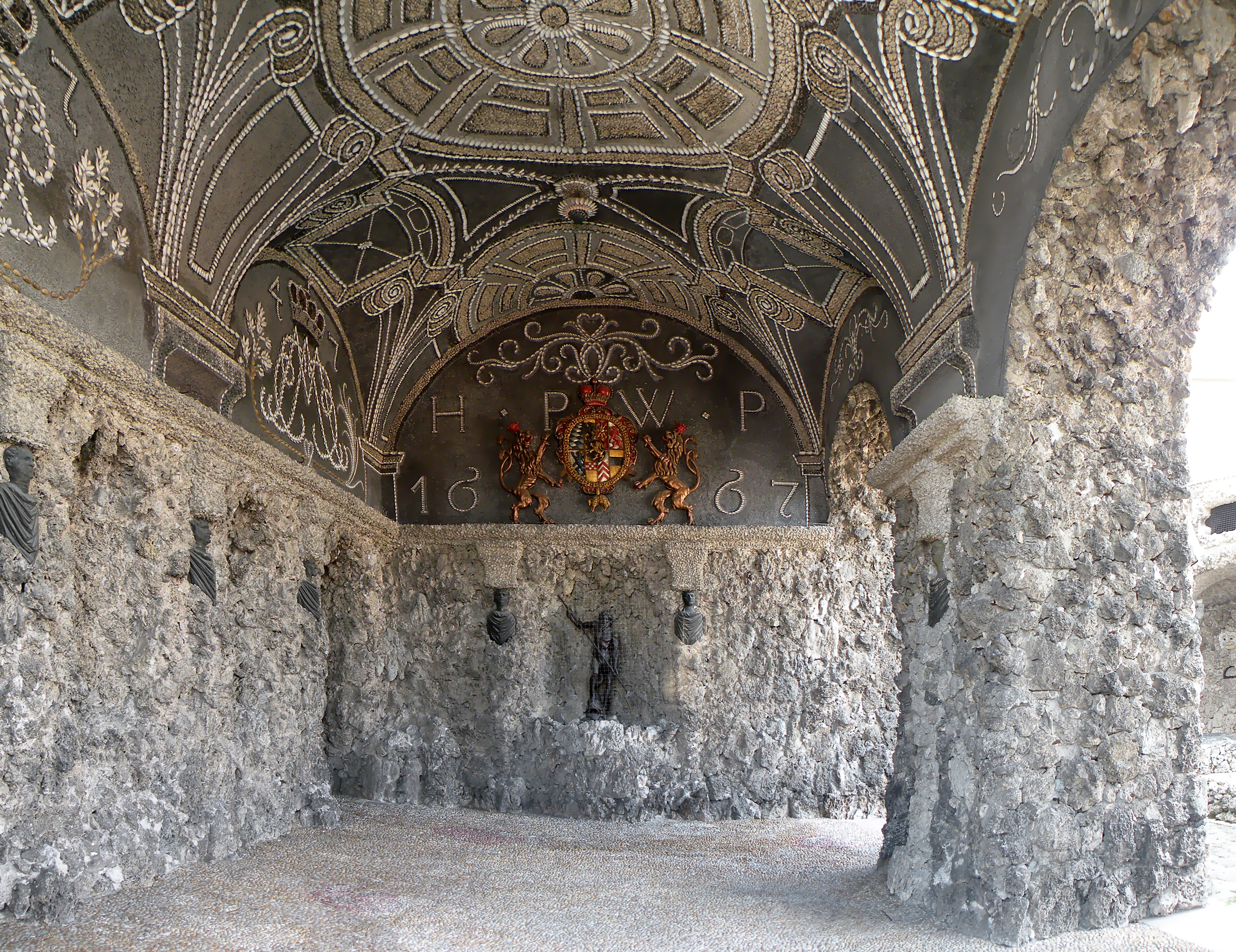